# واکنشگر ولینس
واکنشگر ولینس (به انگلیسی: Woollins' reagent) یک ترکیب شیمیایی است. شکل ظاهری این ترکیب، پودر قرمز است.